# Karim Shabazz
Karim Shabazz, né le 2 novembre 1978 dans le Queens à New York, est un joueur américain de basket-ball. Il évolue au poste de pivot. 